# Бедовы
Бедовы — старинный русский дворянский род.
Подьячий Василий Беда прислан был, в 1453 году, от новгородского митрополита к великому князю Василию Тёмному с известием, что князь Дмитрий Юрьевич Шемяка умер в Новгороде. Великий князь пожаловал Беду в дворцовые дьяки, и в 1462 году он писал духовную грамоту государя. От этого лица происходят дворяне Бедовы.
Фёдор Андреевич Бедов в 1511 году кашинский разъездчик. Семён Бедов упоминается в 1575 году, приставом при после Императора Германского. Андрей Семёнович Бедов московский дворянин в 1627-1640 годах, воевода в Твери в 1633 году. Иван Матвеевич Бедов московский дворянин в 1678 году. Евстигней Самсонович находился стольником в правление Царевны Софьи Алексеевны.
При подаче документов 10 сентября 1686 года, для включения рода в Бархатную книгу, была предоставлена родословная роспись Бедовых, роспись служб Бедовых за 1632-1680 года и шесть царских грамот, из которых древнейшая жалованная грамота датируется 1506 годом и предоставляла Андрею Фёдоровичу с детьми сельцо Андреевское в Чуцком стане и сельцо Серково с деревнями, пустошами, и починками в Белогорском и Ходченском станах Кашинского уезда.
В списке владельцев населенных имений, в 1699 году, встречается один Бедов.